# Francesca Zambello
Francesca Zambello (New York, 24 agosto 1956) è una regista teatrale e direttrice artistica statunitense.
Esercita la sua professione come direttrice del teatro nazionale dell'opera di Washington e del Glimmerglass Festival a Cooperstown.

## Biografia

### Vita e formazione
Nata negli Stati Uniti, da Charles Zambello e Jean Sincero, entrambi attori di origine italiana, ha passato l'infanzia in Europa, dove ha potuto imparare diverse lingue, tra cui francese, italiano, tedesco e russo.
Ha frequentato l'Università statale di Mosca nel 1976 e successivamente, nel 1978, si è laureata all'Università Colgate di New York.
Zambello è omosessuale e sposata con l'avvocata Faith E. Gay.

### Carriera
Direttrice d'opera e di teatro è stimata e conosciuta a livello internazionale. Ha avuto il suo debutto americano presso la Houston Grand Opera, con una produzione del Fidelio nel 1984. Ha iniziato la sua carriera come assistente alla regia di Jean-Pierre Ponnelle. Dal 1984 al 1991 è stata direttrice artistica del teatro Skylight Music con Stephen Wadsworth.
Il suo debutto in Europa è avvenuto al Teatro La Fenice di Venezia con Beatrice di Tenda di Vincenzo Bellini nel 1987.
Da allora ha messo in scena nuove produzioni nei maggiori teatri, festival e teatri d'opera di tutto il mondo. Inoltre, ha lavorato come consulente artistico per la San Francisco Opera dal 2006 al 2011.